# Wolfgang Paalen
Wolfgang Paalen (ur. 22 lipca 1905 w Wiedniu, zm. 24 września 1959 w Taxco de Alarcón) – austriacko-meksykański malarz, rzeźbiarz i filozof.

## Życiorys
W latach 1934–1935 był członkiem grupy Abstraction-Création, w 1935 dołączył do wpływowego ruchu surrealistów i był jednym z jego wybitnych przedstawicieli aż do 1942. Podczas pobytu na emigracji w Meksyku założył swój własny, anty-surrealistyczny magazyn artystyczny DYN, w którym podsumował krytyczną postawę wobec radykalnego subiektywizmu i freudomarksizmu w surrealizmie poprzez swoją filozofię przygodności. Powrócił do grupy w latach 1951–1954, podczas pobytu w Paryżu. Ostatnie lata Paalena w Meksyku charakteryzowały się rosnącymi problemami zdrowotnymi, głównie z powodu jego depresji dwubiegunowej (maniakalno-depresyjnej). 24 września 1959 popełnił samobójstwo, strzelając sobie w głowę z broni palnej.